# Snail mail (выражение)

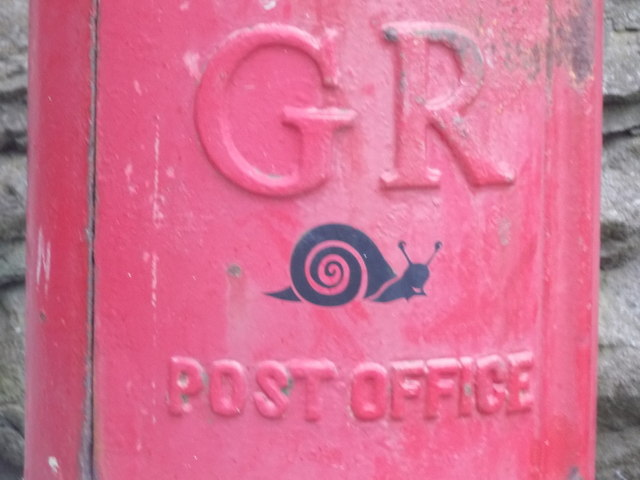

Snail mail (в переводе с англ. — «улиточная почта», редко smail от слов snail и mail) — фразеологизм, часто используемый в английском языке как выражение неудовлетворения медленной доставкой обычной почты, в отличие от электронной. Скорость доставки сравнивается со скоростью улитки, медлительного существа. Более нейтральным синонимом является словосочетание paper mail (бумажная почта).
Применительно к почте выражение впервые появилось в 1942 году в заголовке новостного материала о медленной доставке корреспонденции. Позже, в 1951 году это словосочетание использовали как подзаголовок к материалу.
Аналогичное выражение существовало и ранее, в 1840-х годах, но на тот момент речь в нём шла о телеграфе.